# Orgelsachverständiger
Ein Orgelsachverständiger ist eine Person, die sich als Sachverständiger mit dem Instrument Orgel befasst und entsprechende Gremien oder Orgeleigentümer fachlich berät. Orgelsachverständige werden z. B. bei Orgelrestaurierungen, Orgelneubauten oder auch zur allgemeinen Zustandsbeurteilung eines Instrumentes hinzugezogen.
Sowohl die evangelische als auch die katholische Kirche in Deutschland sehen vor, dass für größere Orgelbauprojekte der einzelnen Gemeinden ein Orgelsachverständiger „amtlich“ von höherer Stelle als zuständig bestimmt werden kann. Einige Landeskirchen/Bistümer haben dafür hauptamtliche Stellen eingerichtet (oft in Verbindung mit dem Glockensachverständigen), in anderen Landeskirchen sind die Orgelsachverständigen neben ihrem Hauptberuf grundsätzlich freiberuflich tätig und werden für einen bestimmten Zeitrahmen ernannt.
Aufgaben eines Orgelsachverständigen sind insbesondere:
- Beratung bei Komplikationen im Zusammenhang mit Pflege- und Erhaltungsmaßnahmen,
- Beratung zu beabsichtigten Orgelbaumaßnahmen,
- Erstellung eines Leistungsverzeichnisses als Grundlage einer Ausschreibung oder Angebotseinholung,
- Beratung bei der Auswahl geeigneter Orgelbaufirmen und
- Begutachtung des Zustands einer Orgel und Unterbreitung von Handlungsvorschlägen.

Auch wenn die Vereinigung der Orgelsachverständigen Deutschlands („VOD“, gegründet 1971) sich vermehrt um die Standardisierung der Ausbildung bemüht, gibt es bis heute kein einheitliches Ausbildungs- oder Berufsbild. Besonders in der Vergangenheit war es üblich, dass dieses Amt von Musikwissenschaftlern versehen wurde.
In der Evangelischen Landeskirche in Württemberg wird das Amt eines Orgelsachverständigen von ausgewählten Kirchenmusikdirektoren und Bezirkskantoren wahrgenommen, die in besonderer Weise organologisch geschult sind, weil sie zum einen über eine Ausbildung als Orgelbauer verfügen, zum anderen besondere berufsbegleitende Fortbildungen durchlaufen. Das Amt heißt dort Orgelpfleger.
Ab 2007 bot die Staatliche Hochschule für Musik Trossingen einen Internationalen Masterstudiengang OrganExpert zur Ausbildung von Orgelsachverständigen an; dieser Studiengang wurde wegen Akkreditierungsproblemen wieder eingestellt.